# Нанино, Джованни Мария
Джованни Мария Нанино (итал. Giovanni Maria Nanino; ок. 1544 года, Валлерано — 11 марта 1607 года, Рим) — итальянский композитор позднего Возрождения, выдающийся представитель Римской школы, певчий, преподаватель музыки, старший брат композитора и преподавателя музыки и пения Джованни Бернардино Нанино.

## Биография
Джованни Мария Нанино родился или в Валлерано (провинция Витербо на севере Лацио), или в Тиволи (провинция Рим) — не сохранилось актов о его рождении, которые могли сгореть во время пожара в архиве Рончильйоне, куда были перенесены различные документы (Валлерано входило в Герцогство Кастро, но Рончильйоне находилось под властью Фарнезе).
Свидетельство о первой студии братьев Нанино принадлежит Паоло Агостини; в посвящении к Четвёртой книги месс в партитуре Паоло Агостини Лаусдео да Валлерано, Рим, 1627: он говорит о музыкальной капелле в Валлерано, что в ней «Джо. Бернардино и его брат Джо. Мария имели удовольствие упражняться».
В 1562 году Нанина находился на службе у кардинала Ипполито II д’Эсте. Затем служил кантором в капелле Джулии в Ватикане (1566—1568), затем капельмейстером в базилике Санта Мария Маджоре (1571—1575) и в церкви Сан-Луиджи-деи-Франчези (1575—1577) в Риме. С 1577 года служим певчим в папской капелле в Риме, позднее занимал там должность капельмейстера (1598, 1604 и 1605).
Был особенно активным как преподаватель — его учениками были следующие выдающиеся композиторы римской полифонической школы: Франческо Сориано, Грегорио Аллегри, Феличе Анерио, Руджеро Джованнелли и другие.
Умер в Риме 11 марта 1607 года и был похоронен в церкви Сан-Луиджи-деи-Франчези, в полу перед капеллой св. Маттео.
Единственный портрет Нанино, выполненный художником Франческо Тревизани по прозвищу Римлянин (Romano), имеет на себе надпись «Джованни Мария Нанино да Валлерано, кантор Папской Капеллы».

## Произведения
Хотя Нанино и не был особенно плодотворным композитором, но был чрезвычайно популярен и имел заметное влияние на музыку своего времени. Он был автором, который после Алессандро Стриджо чаще включался в печатные антологии в период между 1555 и 1620 годами, превосходя даже Маренцио и Палестрино.
Его светское наследие состоит из большого количества мадригалов в классическом контрапунктичном стиле, но он пользуется также и более лёгкой формой канцонетты. Именно в этом жанре написана его знаменитая Первая книга канцонетт на три голоса, впервые напечатанная в Гардано в Венеции в 1593 году, в которой на музыку положены тексты Франческо Петрарки. Её музыкальная выразительность нередко сравнивается с музыкой Луки Маренцио.
Кроме того, Нанино писал мотеты, ламентации, каноны и духовные песни. В 1980 году было опубликовано неполное собрание его сочинений, большая часть его творческого наследия всё ещё находится в манускриптах.

### Сакральные
- Motecta … nova inventione elaborata, 3-5vv, Венеция, 1586
- Missa 'Vestiva i colli
- 3 мотета, 1614
- 5 ламентаций
- 2 канона, 1605
- Другие композиции

### Светские
- Первая книга мадригалов на пять голосов (Il primo libro de 'madrigali), Вenezia,? 1570-5, потеряна, сохранилось издание 1579 года.
- Мадригалы на пять голосов, Венеция, 1581, содержит в себе 13 композиций Аннибале Стабиле.
- Третья книга мадригалов на пять голосов (Il terzo libro de madrigali, Венеция, 1586, содержит одну композицию брата Джованни Бернардино Нанино.
- Первая книга канцонетт на три голоса (Il primo libro delle canzonette), Венеция, 1593.

## Память
В Валлерано с середины 1800 года существует музыкальная ассоциация, которая носит его имя. Её инструментальным проявлением является духовой оркестр «Giovanni Maria Nanino», управляемый маэстро Джузеппе Тронкарелли.
В Тиволи с 1998 года существует полифонический хор с тем же названием, который ставит своей целью продвигать музыкальную культуру вообще и способствовать восстановлению музыкальных традиций своей местности.